# Le Tambour (film)
Ne doit pas être confondu avec Le Crabe-tambour (film).
Pour les articles homonymes, voir Le Tambour (homonymie).
Pour plus de détails, voir Fiche technique et Distribution.
Le Tambour (Die Blechtrommel) est un film germano-franco-polonais réalisé par Volker Schlöndorff sorti en 1979, adapté du roman du même nom de Günter Grass paru en 1959.
Le roman de Günter Grass se divise en deux parties. La première, celle exploitée par Schlöndorff pour son adaptation cinématographique, met en scène un petit garçon, Oskar, qui refuse de grandir sous le régime nazi. La seconde se déroule de la fin de la Seconde Guerre mondiale à l'annonce de la mort de Staline, en 1953.

## Synopsis
L'histoire du Tambour est racontée sous la forme d'un long monologue, dont le narrateur n'est autre que le héros lui-même, Oskar Matzerath, un bien étrange personnage qui a incroyablement survécu, avec sa grand-mère protectrice, à la Seconde guerre mondiale. Doté d'une intelligence hors du commun, il reçoit en cadeau, pour son troisième anniversaire, le 12 septembre 1927, un tambour de fer-blanc laqué rouge et blanc. Choqué par le monde des adultes, il décide de cesser de grandir. Pour cela, il fait exprès de tomber du haut des escaliers de la cave de sa maison et va ainsi conserver sur le monde un regard d'enfant implacable et inflexible. Il découvre qu'il a le talent particulier de pousser un cri strident de haute fréquence qui casse le verre alentour.
Son oncle Jan, aux yeux bleus, est son père véritable, tandis qu'Alfred Matzerath est son père déclaré, sa mère Agnès accordant ses faveurs tant à son amant Jan qu'à son mari Alfred. Sa mère se suicide car elle est à nouveau enceinte de Jan.
Lorsque les Allemands envahissent l'ancienne ville libre de Dantzig, ils tuent les Kachoubes polonais, parmi lesquels son oncle Jan. Alfred épouse ensuite Maria, la domestique à qui Oskar avait fait l'amour. Un petit garçon nait. Oskar est ensuite engagé dans une troupe de nains lilliputiens déguisés en officiers allemands. Ils doivent réjouir, lors de leurs représentations, les soldats et les officiers nazis, jusqu'à Paris. Oskar en devient l'attraction exceptionnelle, on le surnomme « Oskar le vitricide ». Puis Oskar s'enfuit dans un camion militaire allemand lors de la libération en Normandie. Il se retrouve finalement chez lui à Dantzig. Alfred refuse véhémentement qu'Oskar soit placé, en tant qu'infirme dégénéré possédant des pouvoirs inconnus, dans un institut spécial où il serait éliminé pour préserver la pureté de la race aryenne. Les soldats russes arrivent ensuite, violent et tuent, notamment son père. Devenu orphelin, il décide alors de casser son tambour et de grandir rapidement. L'épicerie familiale ayant été attribuée à un juif survivant de Treblinka, Maria, son fils et Oskar partent en train vers la Rhénanie, laissant la grand-mère sur place.
Niant toutes les convenances sociales et espérances, Oskar, resté enfant pendant presque tout le film, se sert de son tambour pour éprouver le monde et pour battre la mesure de l'humeur ambiante. Ainsi, figé dans son corps de petit garçon de trois ans, son tambour en permanence rivé à son cou, le narrateur raconte sur un mode épique et très noir sa traversée des années 1930, de la Seconde Guerre mondiale et, dans le roman tout au moins, de la revitalisation économique qui s'ensuit.

## Fiche technique
Sauf indication contraire, les informations mentionnées dans cette section peuvent être confirmées par la base de données cinématographiques IMDb,  présente dans la section « Liens externes ».
- Titre : Le Tambour
- Titre original : Die Blechtrommel
- Réalisation : Volker Schlöndorff
- Scénario : Volker Schlöndorff, Jean-Claude Carrière, Franz Seitz, d'après le roman de Günter Grass, Le Tambour
- Photographie : Igor Luther
- Montage : Suzanne Baron
- Musique : Maurice Jarre
- Direction artistique : Níkos Perákis
- Société de production : Anatole Dauman, Franz Seitz
- Pays de production :  Allemagne de l'Ouest,  France,  Pologne,  Yougoslavie[1]
- Langue de tournage : allemand[1]
- Genre : Drame, conte
- Durée :
  - 135 minutes - version cinéma
  - 155 minutes - version director's cut
- Dates de sortie :
  - Allemagne de l'Ouest : 3 mai 1979
  - France : 18 mai 1979 (Festival de Cannes)
  - France : 19 septembre 1979

## Distribution
Légende : Doublage cinéma de 1979 / Doublage des scènes supplémentaires de la version Director's Cut (2016)
- David Bennent : Oskar Matzerath
- Mario Adorf (VF : Pierre Santini / Lui-même) : Alfred Matzerath
- Angela Winkler (VF : Martine Sarcey / Karine Texier) : Agnes Matzerath
- Katharina Thalbach (VF : Sylviane Margollé) : Maria Matzerath
- Daniel Olbrychski : Jan Bronski
- Tina Engel (en) : Anna Koljaiczek (jeune)
- Berta Drews : Anna Koljaiczek (âgée)
- Roland Teubner : Joseph Koljaiczek
- Tadeusz Kunikowski : Oncle Vinzenz
- Andréa Ferréol : Lina Greff
- Heinz Bennent : Greff
- Ilse Pagé : Gretchen Scheffler
- Fritz Hakl : Bebra
- Werner Rehm : Scheffler
- Käte Jaenicke (de) : la mère Truczinski
- Otto Sander : Meyn
- Charles Aznavour (VF : lui-même) : Sigismund Markus
- Henning Schlüter : Dr Hollatz

## VersionDirector's cut
À l'origine, le film avait atteint une durée de 162 minutes, un montage que Günter Grass avait qualifié de « charge concentrée ». Cependant United Artists, qui coproduisait le film, a exigé un raccourcissement d'une demi-heure. En effet, à l'époque, un film qui durait plus de deux heures était considéré comme trop long. Ne pouvant pas présenter deux versions du film, Volker Schlöndorff a accepté ces conditions et le film a connu un immense succès malgré tout.
Dans une interview au magazine français Brazil (n° 23, novembre 2009), Schlöndorff révèle qu'il vient de terminer un nouveau montage du film. Un jour, en raison de frais de conservation, on lui avait proposé de se débarrasser des négatifs non utilisés pour le film. Le réalisateur s'était alors demandé ce que donnerait ce matériel une fois monté. L'image n'en avait pas perdu sa qualité mais ne comportait aucun son.
La postsynchronisation de ces nouvelles scènes a été un vrai défi. Angela Winkler n'a eu aucun mal à doubler sa propre voix, celle-ci n'ayant quasiment pas changé avec les années ; Mario Adorf, en dépit de son grand âge, est parvenu à reproduire le timbre qu'il possédait à l'époque (il a également assuré la version française) ; en revanche pour Katharina Thalbach, la situation fut plus compliquée. La voix de l'actrice s'étant bien aggravée avec le temps, c'est finalement sa fille Anna qui lui prête la sienne. Quant à David Bennent, qui a depuis fait carrière au théâtre, son timbre a bien mué. Pourtant, après plusieurs essais non concluants avec un enfant, un lilliputien et une femme spécialiste de voix enfantine, Bennent assure finalement sa propre voix, celle-ci ayant été par la suite modifiée numériquement par l'ingénieur du son Hubert Bartholomä.
Cette version est sortie en DVD et Blu-Ray le 31 mai 2017.

### Suppléments
- Tandis qu'Agnes fait le ménage dans le salon, Jan la dévore des yeux. Oskar fait son entrée et regarde le cahier de timbres de Jan. Celui-ci lui montre particulièrement un timbre vieux de cent ans. Par la suite, Alfred prévient tout le monde que le repas est prêt mais Jan part travailler.
- Ayant découvert sa capacité de briser le verre avec son cri, Oskar fait un test avec un verre à pied. Il est rejoint par ses camarades.
- Peu avant que l'institutrice ne se précipite sur Oskar pour lui confisquer son tambour, le jeune garçon effectue un premier cri en direction de la fenêtre, faisant ainsi briser la vitre.
- Gretchen Scheffler donne un cours de lecture à Oskar, à domicile. Celui-ci sort un livre sur l'histoire de Raspoutine et demande à la femme de le lui lire. D'abord réticente, elle accepte finalement sa demande. Agnes entre dans la pièce et les rejoint. Alors qu'il écoute l'histoire, Oskar s'imagine la scène à Saint-Petersbourg en voyant Raspoutine (joué par Jean-Claude Carrière) danser avec des femmes nues. Puis il se lance dans un monologue sur Goethe et les Affinités électives.
- Alors qu'Agnes raccroche le portrait de Beethoven sur un autre mur du salon, Jan arrive et allume la radio. Oskar observe les yeux de son oncle et découvre qu'ils sont bleus comme les siens. Inquiet, Jan dit à Agnes qu'Oskar devra un jour connaître la vérité sur leur lien de parenté.
- La scène du suicide d'Agnes dans le cabinet de toilette comporte un plan intérieur montrant la réaction de la jeune femme juste avant de se donner le coup de grâce.
- Lors du passage du Führer dans la ville, Schugger-Leo interpelle Oskar et l'emmène à l'endroit où Jan a été fusillé, ayant même récupéré la douille de la balle destinée au Polonais. Dans la version cinéma, les deux scènes furent inversées et, de ce fait, le passage d'Hitler se terminait par un plan panoramique de la cathédrale de Gdańsk.
- En enfilant son nouvel uniforme, Alfred annonce à Maria que l'armée allemande a envahi la France et qu'il a été promu chef-responsable de quartier.
- Lina sort de la boutique de fruits et légumes en courant et en hurlant. Peu après, Oskar s'y introduit à son tour, descend à la cave et retrouve le corps pendu de Greff.
- Deux images d'archives montrant l'arrivée d'Adolf Hitler à Paris ont été insérées peu avant l'arrivée de la troupe de Bebra dans la capitale.
- Sur la plage de Normandie, Oskar et Roswitha flirtent assis sur le blockhaus. Ils sont interpellés par Bebra qui leur conseille de bien profiter de ce moment.
- Bebra prévient le caporal qu'il aperçoit cinq personnes sur la plage. L'officier affirme au lilliputien qu'il ne s'agit que de nonnes ramassant des moules et des crevettes. Par la suite, un officier supérieur ordonne par radio d'abattre ces nonnes. L'ordre est exécuté. Oskar et Roswitha voient les religieuses monter au ciel.
- D'autres images d'archives montrent le débarquement du 6 juin 1944.
- Lorsqu'Oskar rentre chez lui, Maria lui fait des reproches sur sa soudaine disparition. Le lendemain, Alfred reçoit deux agents qui veulent emmener Oskar dans un centre psychiatrique. Alfred s'y oppose contrairement à Maria.
- La séquence des survivants de Treblinka a été remontée afin que la fuite des Allemands y trouve son arrière-plan historique.
- Maria reçoit la visite d'un certain M. Fajngold, un juif qui doit reprendre l'épicerie. En faisant la visite du magasin, il descend à la cave et y découvre le corps abattu d'Alfred. Il raconte par la suite que sa femme et ses six enfants ont été tués à Treblinka et que lui seul a survécu, en tant que "désinfecteur au camp". Ce personnage apparaissait déjà brièvement dans le montage original, dans la scène de l'enterrement d'Alfred et celle du départ de la famille.
- Alors que la famille est sur le départ pour l'Ouest, Fajngold propose à Maria de l'épouser et de rester sur place mais elle refuse.

## Distinctions
Entre autres :
- 1979 : Palme d'or du Festival de Cannes (France) ex aequo avec Apocalypse Now de Francis Ford Coppola
- 1980 : Oscar dans la catégorie Oscar du meilleur film étranger (États-Unis)
- 1980 : Bodil dans la catégorie Bodil du meilleur film européen (Danemark)
- 1980 : Goldene Leinwand (Allemagne, distinction récompensant les films ayant dépassé les trois millions de spectateurs en 18 mois)
- 1980 : Prix du National Board of Review dans la catégorie Meilleur film en langue étrangère (États-Unis)
- 1980 : nommé pour le César dans la catégorie César du meilleur film étranger (France)